# Assaí
Assaí là một đô thị thuộc bang Paraná, Brasil. Đô thị này có diện tích 440,346 km², dân số năm 2007 là 16306 người, mật độ 37 người/km².